# Skansen taboru kolejowego w Chabówce
Sekcja Utrzymania i Napraw Taboru Zabytkowego „Skansen” Chabówka, potocznie „Skansen taboru kolejowego w Chabówce” istnieje w Chabówce koło Rabki-Zdroju od 1993 roku. Obecnie Skansen znajduje się w strukturach PKP Cargo SA.

## Geneza Skansenu
Stacja kolejowa w Chabówce została otwarta w dniu 16 grudnia 1884 roku. Wówczas w miejscowości została wybudowana parowozownia. W 1899 wraz z oddaniem do użytku linii kolejowej Chabówka – Zakopane stacja stała się stacją węzłową.  W 1944 roku w Chabówce została wybudowana nowa parowozownia. W styczniu 1945 roku dworzec kolejowy oraz parowozownia zostały zniszczone przez wojska niemieckie. Parowozownia została odbudowana w 1947 roku. Parowozy z Chabówki prowadziły pociągi towarowe na liniach lokalnych. W 1976 roku linia kolejowa do Zakopanego została zelektryfikowana. W połowie lat 80. XX wieku  rozpoczęto gromadzenie eksponatów kolejowych. W 1990 roku linia z Suchej Beskidzkiej do Żywca została zelektryfikowana. W związku z tym zakończono kursowanie parowozów z pociągami rozkładowymi. Z inicjatywy Naczelnika Lokomotywowni Pozaklasowej z Suchej Beskidzkiej Pawła Zaleskiego w 1991 roku podjęto decyzję o utworzeniu placówki muzealnej. Skansen został otwarty w dniu 11 czerwca 1993 roku.

## Ekspozycja
Ekspozycja składa się z wycofanych z ruchu parowozów, wagonów osobowych, towarowych, lokomotyw elektrycznych i spalinowych oraz pługów i żurawi. Niektóre z nich zostały przywrócone do ruchu. Skansen dysponuje najliczniejszą kolekcją zabytkowego taboru kolejowego. Poza pojazdami kolejowymi w placówce zlokalizowano urządzenia przeznaczone do konserwowania lokomotyw parowych. Infrastruktura techniczna jest przystosowana na wykonywania napraw zabytkowych lokomotyw oraz wagonów. W izbie pamiątek jest wiele eksponatów i materiałów piśmiennych, związanych z historią kolejnictwa. Jednym z eksponatów placówki jest lokomotywa parowa TKb-1479. Została wyprodukowana w 1877 roku w Berlinie i jest najstarszym zachowanym parowozem w Polsce. Niektóre eksponaty zachowane są w stanie pełnej sprawności. Używane są one do obsługi pociągów turystycznych. Skansen rocznie odwiedzany jest przez kilkadziesiąt tysięcy osób z kraju i za granicy. Niektóre eksponaty stanowią depozyt Stacji Muzeum w Warszawie.

## Obsługiwane pociągi
W 2020 roku w okresie wakacji kursują pociągi z parowozem w relacji Chabówka-Mszana Dolna. Pociągi turystyczne z parowozem regularnie kursują w okresie wakacyjnym począwszy od 2004 roku (z przerwą w latach 2009-2011). W okresie tym kursowały m.in. w relacjach Chabówka – Mszana Dolna – Chabówka,
Chabówka – Dobra k. Limanowej – Chabówka, Chabówka – Zakopane – Chabówka, Kraków Główny – Kraków Nowa Huta – Kraków Główny, Kraków Główny – Wieliczka Rynek – Kraków Główny.
Oprócz pociągów rozkładowych, tabor z Chabówki obsługuje pociągi okolicznościowe: z okazji Mikołajek, Nowego Roku i różnych kolejowych rocznic. Zabytkowe pociągi kursują również na specjalne zamówienie. Tabor z Chabówki był wykorzystywany przy wielu produkcjach filmowych, m.in. przy produkcji filmów Lista Schindlera, Katyń.

## Parowozjada i Parada Parowozów
Od 2005 r. organizowana jest Parowozjada odbywająca się w Chabówce (lub Suchej Beskidzkiej lub Rabce Zarytem).
Parowozy z Chabówki corocznie biorą udział w paradzie Parowozów w Wolsztynie.

## Zgromadzony tabor
Lista parowozów normalnotorowych w skansenie
| Seria pojazdu | Rok produkcji | Producent                        | Stan parowozu    |
| ------------- | ------------- | -------------------------------- | ---------------- |
| Pt31-64       | 1938          | Fablok                           | eksponat         |
| Pt47-152      | 1950          | H. Cegielski – Poznań            | eksponat         |
| Ol12-7        | 1912          | StEG Wiedeń                      | nieczynny        |
| Ol49-44       | 1952          | Fablok                           | eksponat         |
| Ol49-100      | 1954          | Fablok                           | eksponat         |
| Tp4-259       | 1921          | Linke-Hofmann                    | eksponat         |
| Tr12-25       | 1921          | Lokomotivfabrik Wien-Floridsdorf | oczekuje naprawy |
| Tr202-19      | 1946          | Vulcan Foundry                   | eksponat         |
| Tw12-12       | 1920          | StEG Wiedeń                      | eksponat         |
| Ty2-29        | 1942          | Henschel & Sohn                  | eksponat         |
| Ty2-50        | 1942          | Orenstein & Koppel               | eksponat         |
| Ty2-911       | 1944          | Orenstein & Koppel               | czynny           |
| Ty2-953       | 1944          | Henschel & Sohn                  | oczekuje naprawy |
| Ty2-1184      | 1944          | Henschel & Sohn                  | eksponat         |
| Ty23-104      | 1929          | H. Cegielski – Poznań            | eksponat         |
| Ty37-17       | 1938          | H. Cegielski – Poznań            | eksponat         |
| Ty42-19       | 1945          | Fablok                           | eksponat         |
| Ty42-107      | 1946          | H. Cegielski – Poznań            | czynny           |
| Ty43-9        | 1946          | H. Cegielski – Poznań            | eksponat         |
| Ty45-386      | 1950          | Fablok                           | eksponat         |
| Ty51-133      | 1956          | H. Cegielski – Poznań            | eksponat         |
| Ty51-137      | 1956          | H. Cegielski – Poznań            | eksponat         |
| Ty51-182      | 1956          | H. Cegielski – Poznań            | eksponat         |
| TKt3-16       | 1935          | Schichau-Werke                   | eksponat         |
| OKl27-41      | 1932          | H. Cegielski – Poznań            | eksponat         |
| TKw2-114      | 1916          | L. Schwartzkopff, Berlin         | eksponat         |
| TKt48-191     | 1957          | Fablok                           | czynny           |
| OKz32-2       | 1934          | H. Cegielski – Poznań            | czynny           |
| TKh1-20       | 1910          | Orenstein & Koppel               | pomnik           |
| TKb 1479      | 1877          | L. Schwartzkopff, Berlin         | eksponat         |
| TKh100-51     | 1928          | Orenstein & Koppel               | eksponat         |
| TKp 2011      | 1950          | Fablok                           | eksponat         |
| TKh 0175      | 1957          | Fablok                           | eksponat         |
| TKh49-1       | 1961          | Fablok                           | oczekuje naprawy |
| TKt1-63       | 1916          | Hohenzollern Düsseldorf          | eksponat         |

Lista parowozów wąskotorowych w skansenie
| Seria pojazdu         | Rok produkcji | Producent                | Stan parowozu | Rozstaw szyn |
| --------------------- | ------------- | ------------------------ | ------------- | ------------ |
| KRŻ Osiny 1892        | 1956          | Chrzanów                 | eksponat      | 750 mm       |
| Tx26-427              | 1928          | Chrzanów                 | eksponat      | 600 mm       |
| Cukrownia Leśmierz 11 | 1919          | L. Schwartzkopff, Berlin | eksponat      | 600 mm       |
| Tw53-2560             | 1954          | Chrzanów                 | eksponat      | 785 mm       |

Lista lokomotyw elektrycznych w skansenie
| Seria pojazdu | Rok produkcji | Producent | Stan elektrowozu |
| ------------- | ------------- | --------- | ---------------- |
| EP02-07       | 1956          | Pafawag   | wrak             |
| EP03-01       | 1951          | ASEA      | stan nieznany    |
| EU06-01       | 1961          | AEI E     | stan nieznany    |
| EU07-001      | 1964          | Pafawag   | eksponat         |
| ET21-57       | 1960          | Pafawag   | stan nieznany    |

Lista lokomotyw spalinowych w skansenie
| Seria pojazdu | Rok produkcji | Producent     | Stan spalinowozu |
| ------------- | ------------- | ------------- | ---------------- |
| Ls60-6332     | 1963          | Chrzanów      | eksponat         |
| SM04-002      | 1978          | Zastal        | eksponat         |
| SM30-211      | 1965          | Chrzanów      | czynny           |
| SM40-01       | 1958          | Ganz-MÁVAG    | wrak             |
| SM41-01       | 1961          | Ganz-MÁVAG    | wrak             |
| SP42-260      | 1978          | Chrzanów      | oczekuje naprawy |
| ST43-01       | 1965          | Electroputere | wrak             |

Lista wagonów spalinowych w skansenie
| Seria pojazdu | Rok produkcji | Producent                  | Stan wagonu |
| ------------- | ------------- | -------------------------- | ----------- |
| SN61-168      | 1971          | Ganz-MÁVAG                 | czynny      |
| SBx 90104     | 1939          | Hipolit Cegielski – Poznań | wrak        |

## Galeria

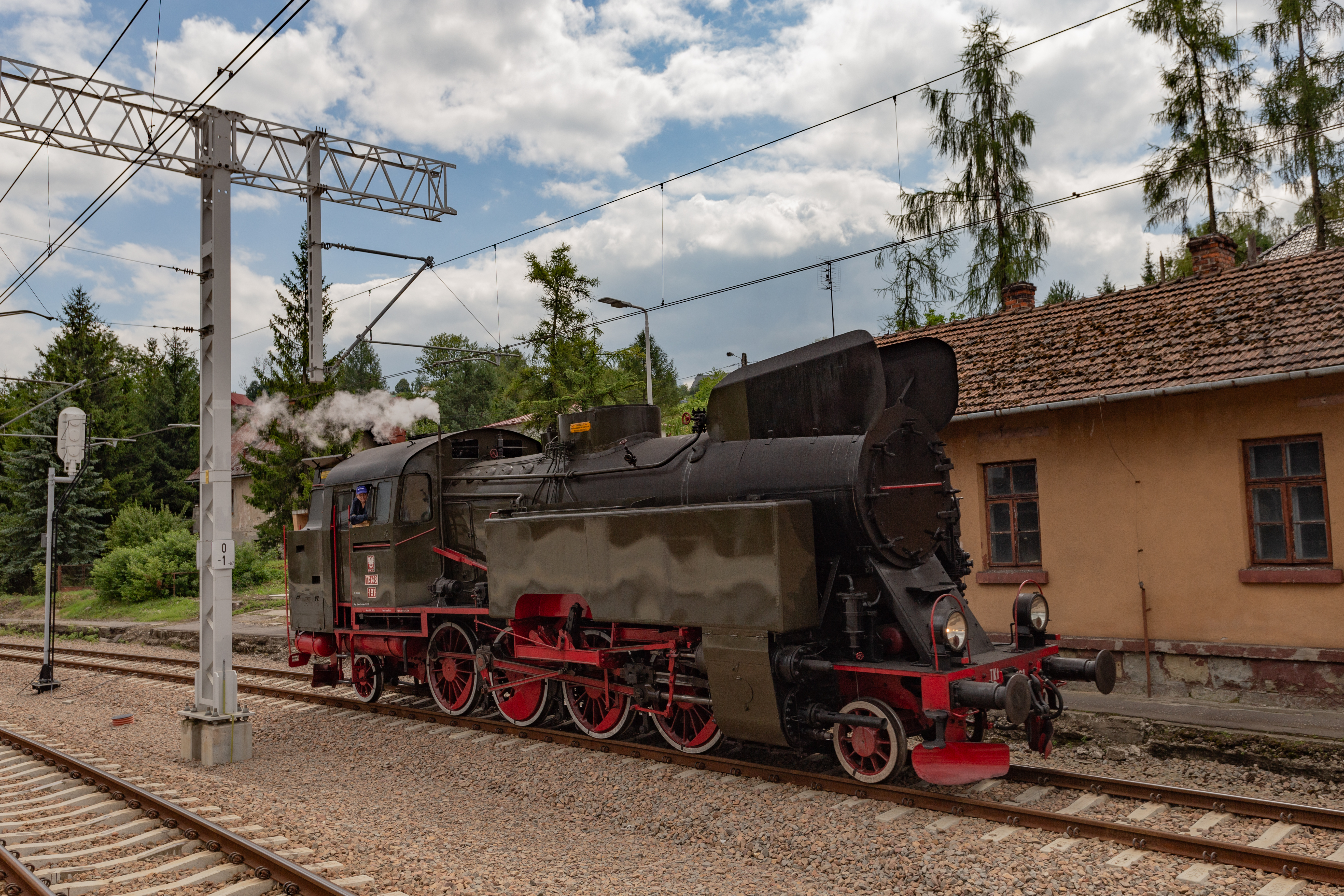
TKt48-191 Skansenu Kolejowego w Chabówce, manewry na st. Chabówka (2025)
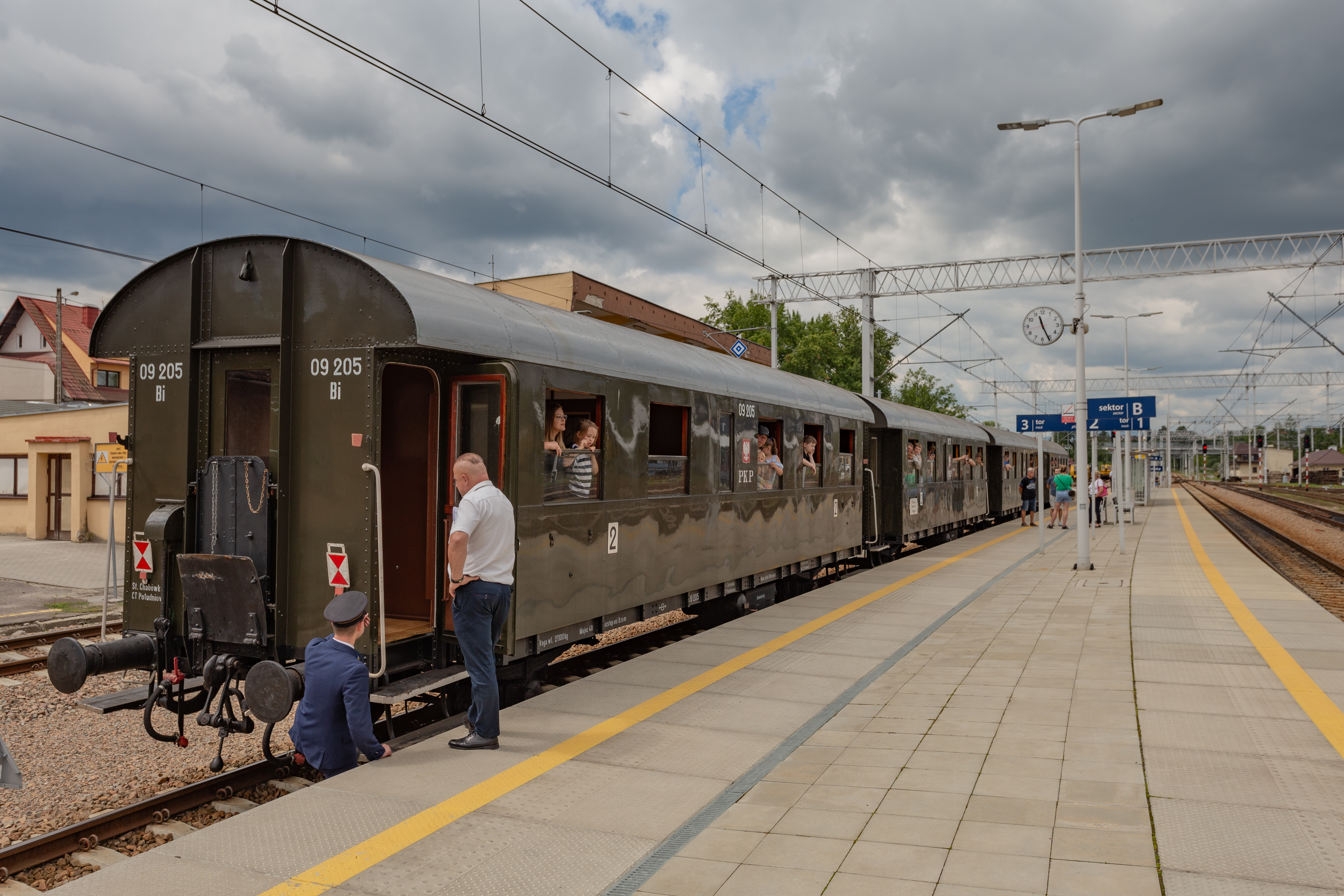
Skład pociągu RETRO z TKt48-191 Skansenu Kolejowego w Chabówce, st. Chabówka (2025)
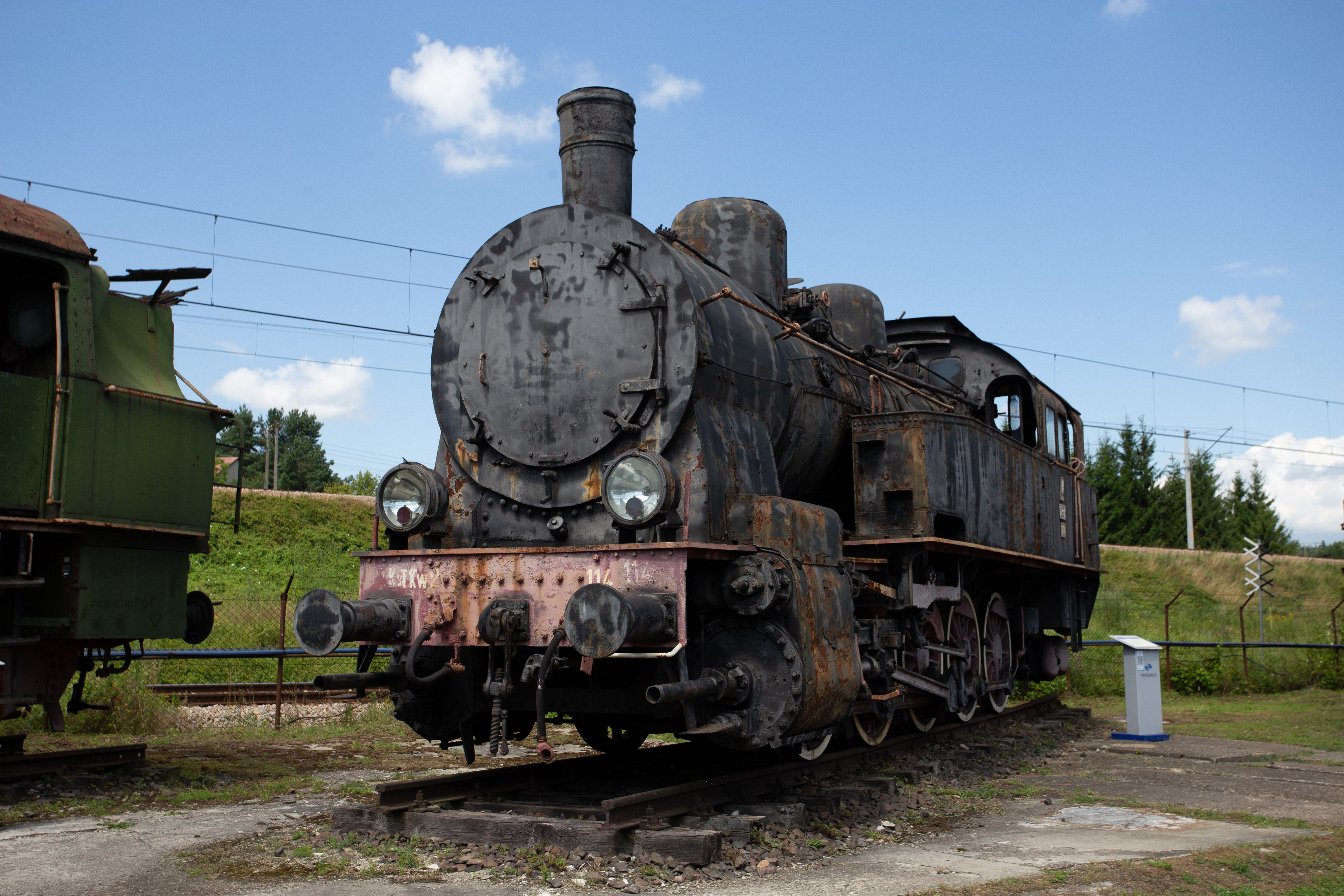
TKw2-114 (2025)
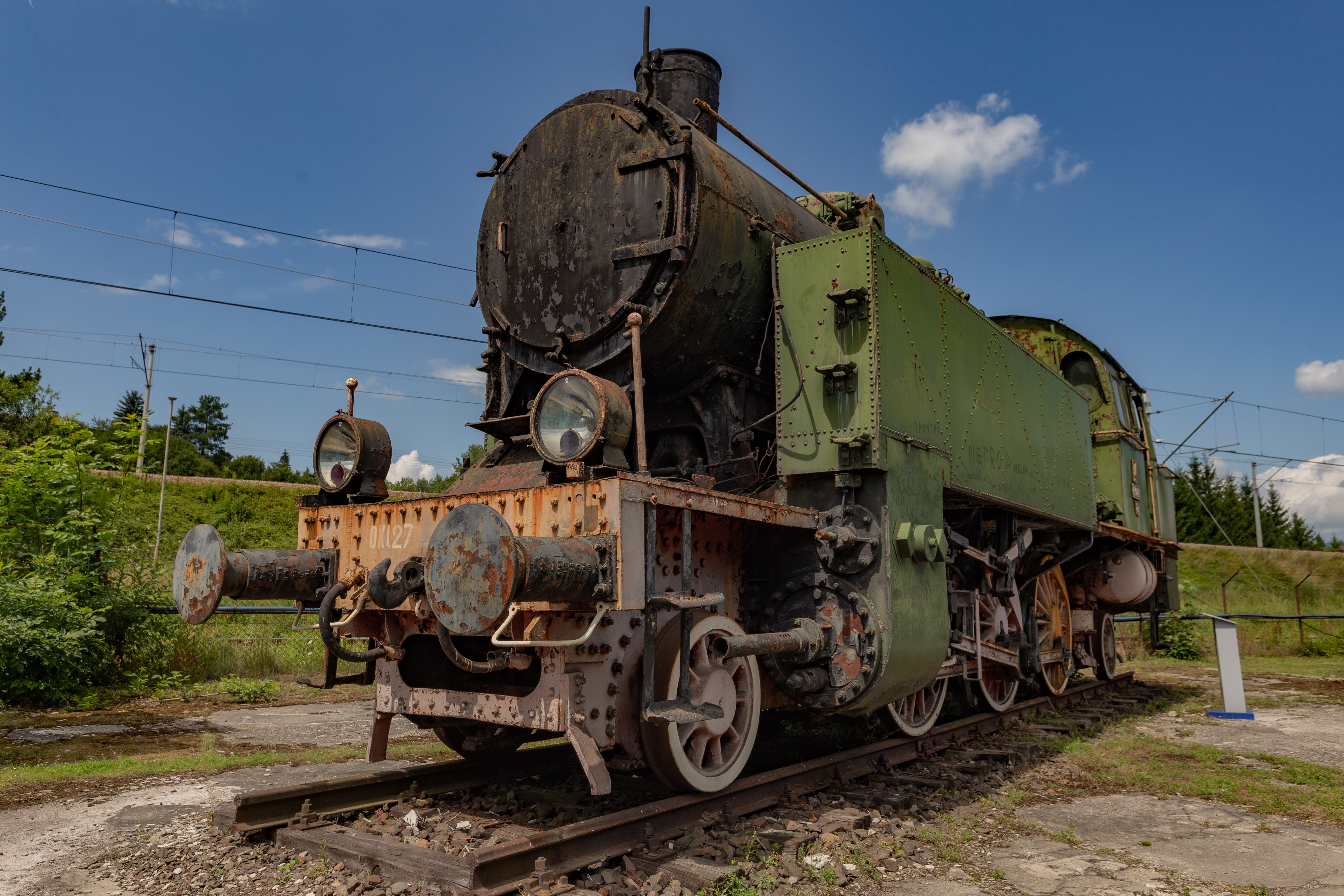
OKl27-41 (2025)
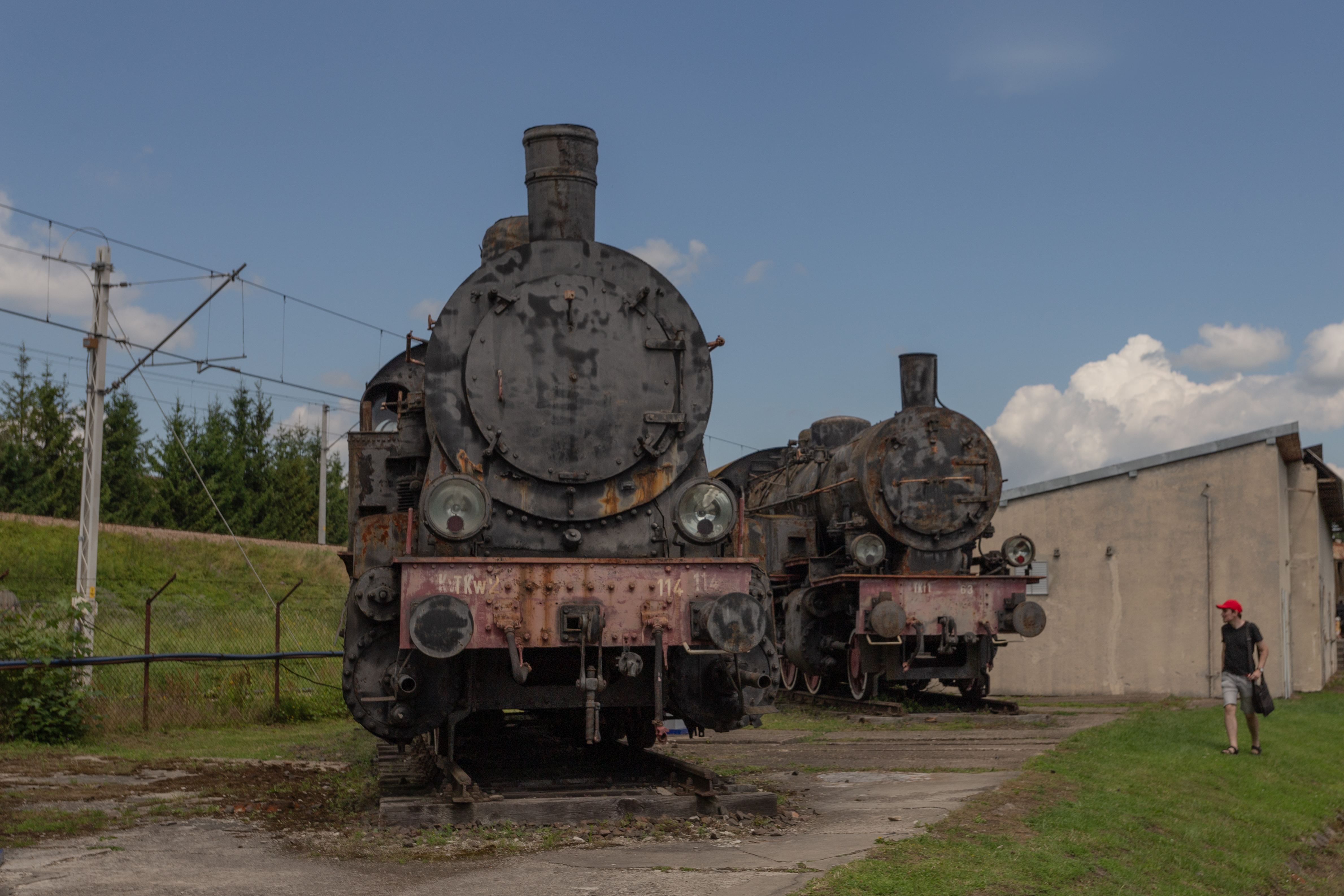
TKw2-114 i TKt1-62 (2025)
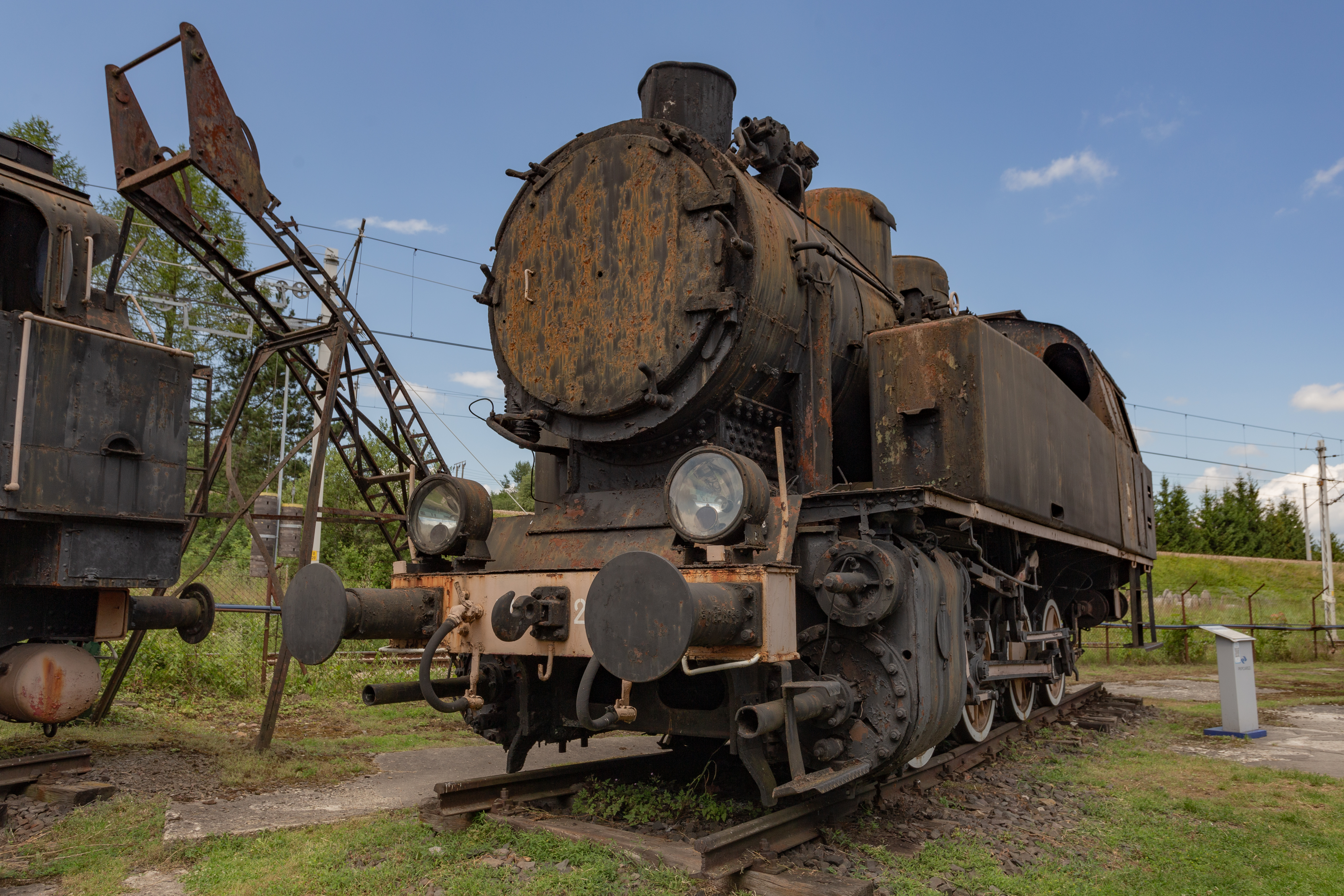
TKp 2011 (2025)
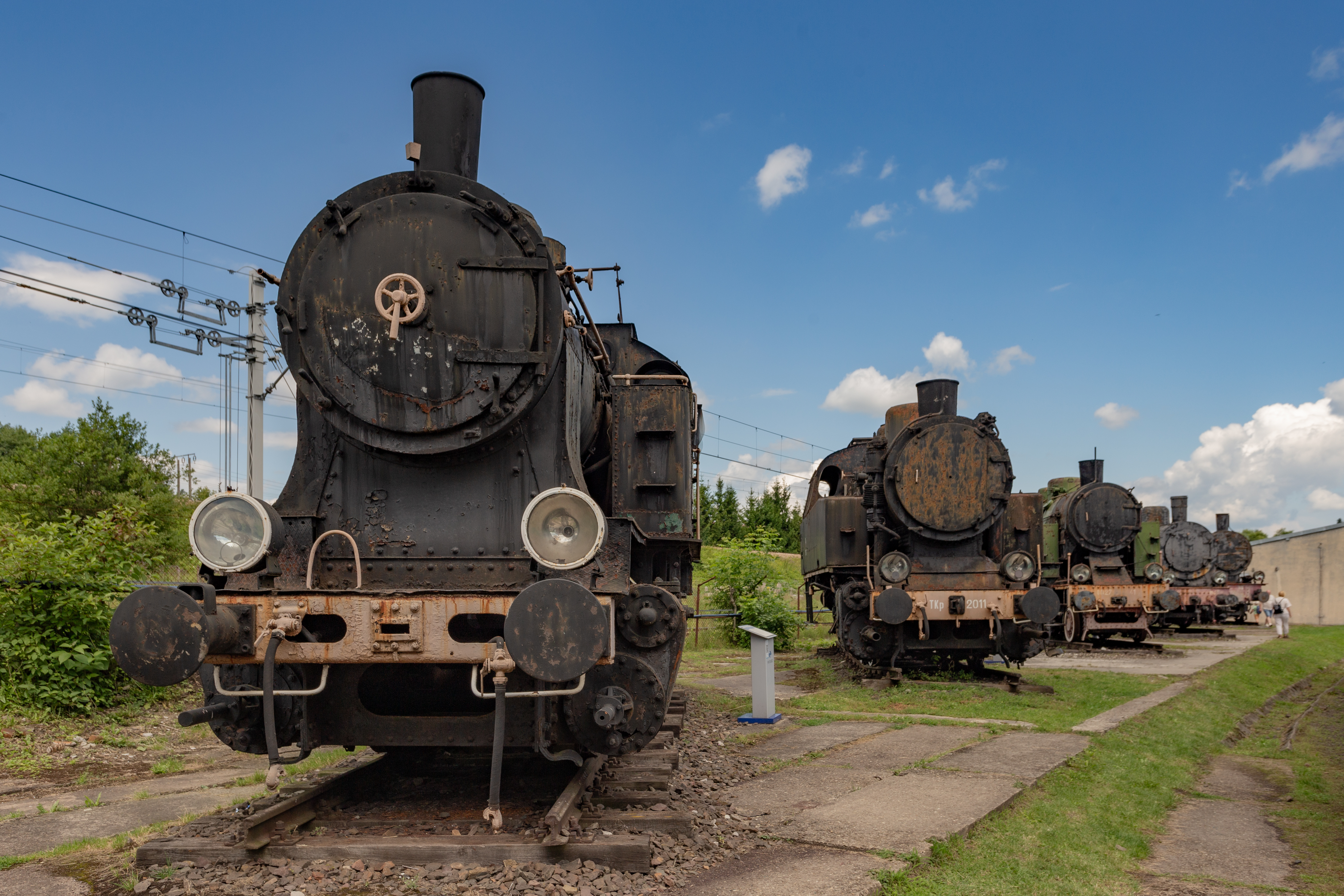
TKh100, TKp 2011, OKl27-41, TKw2-114 i TKt1-62 (2025)
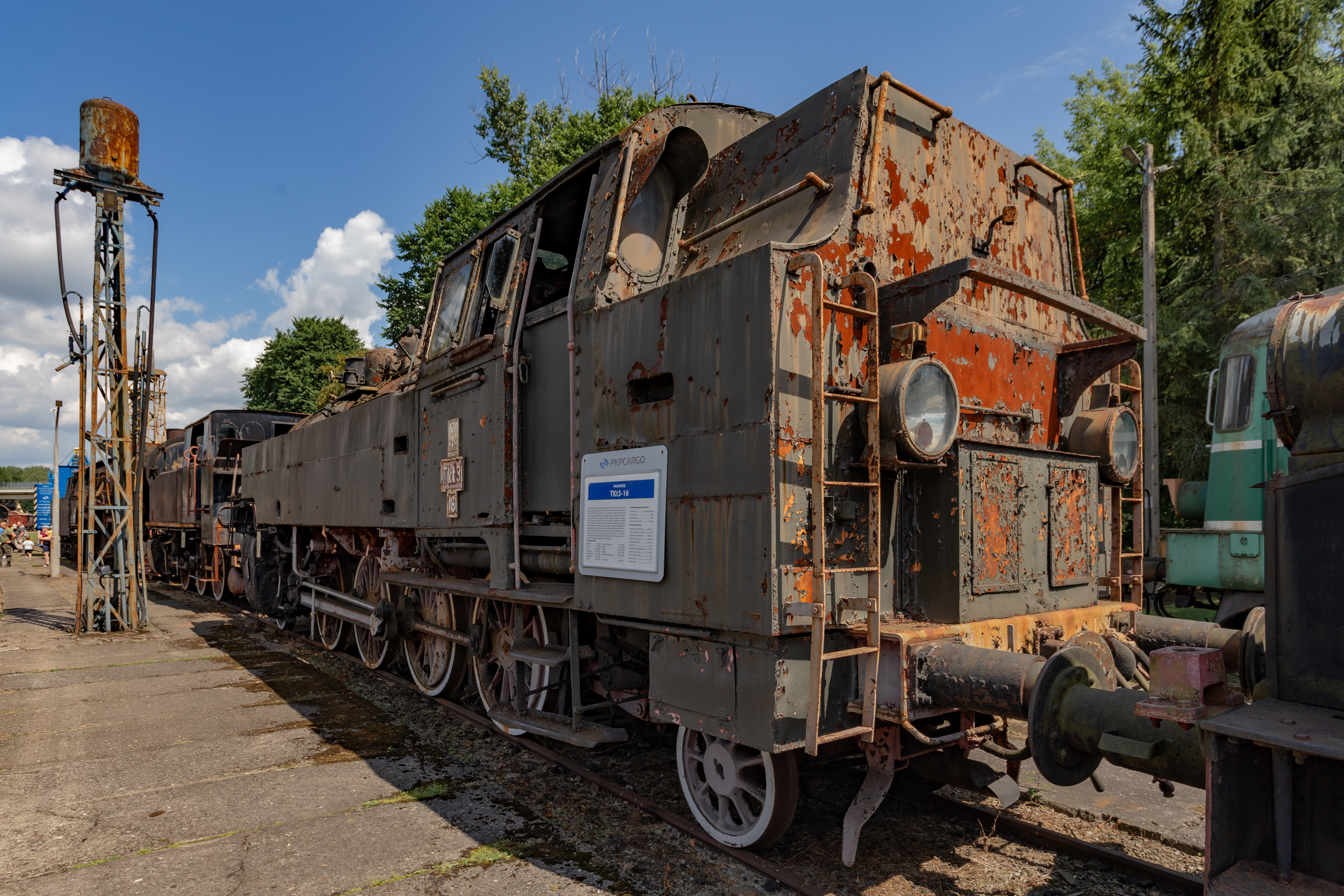
TKt3-16 (2025)
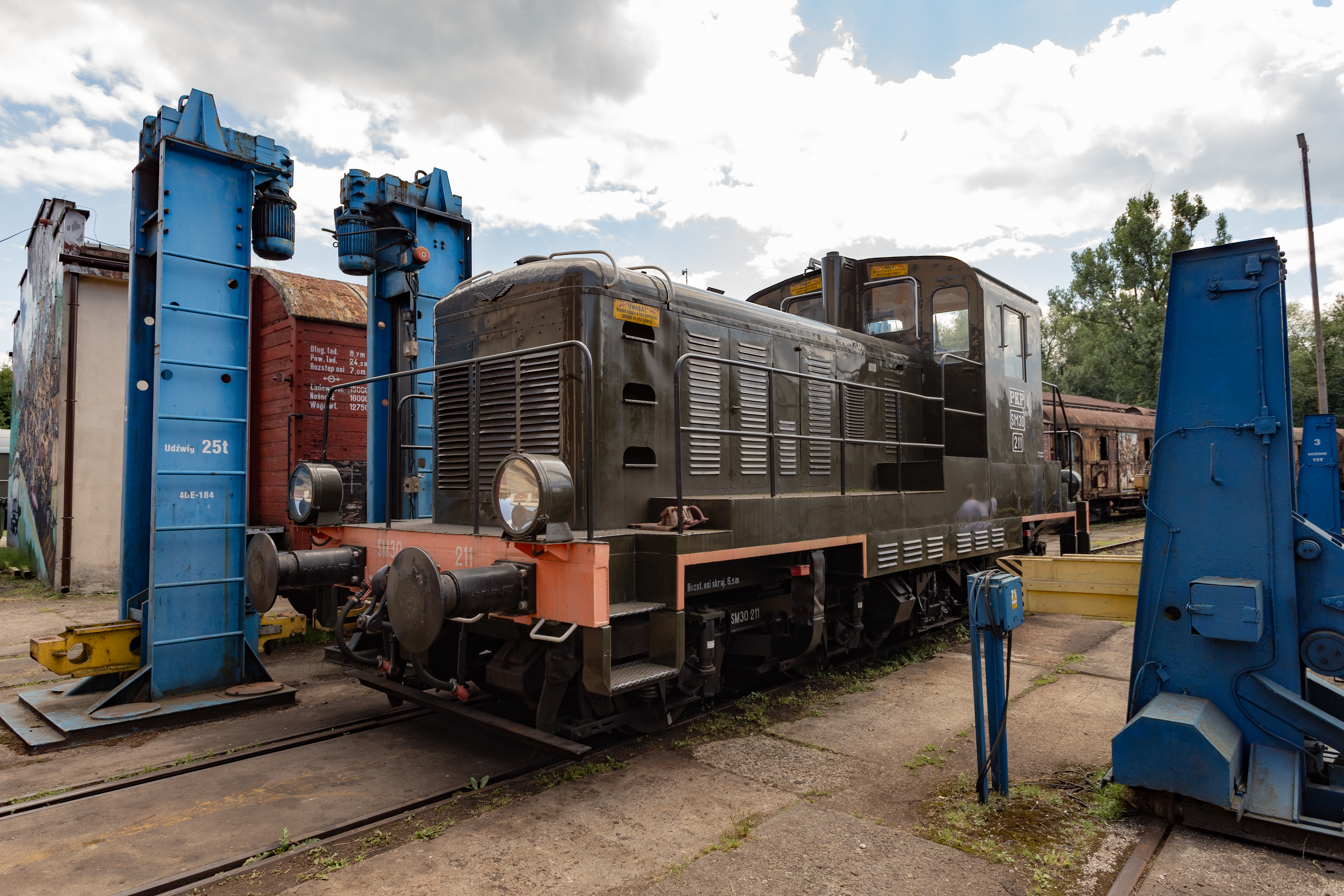
SM30-211 (2025)
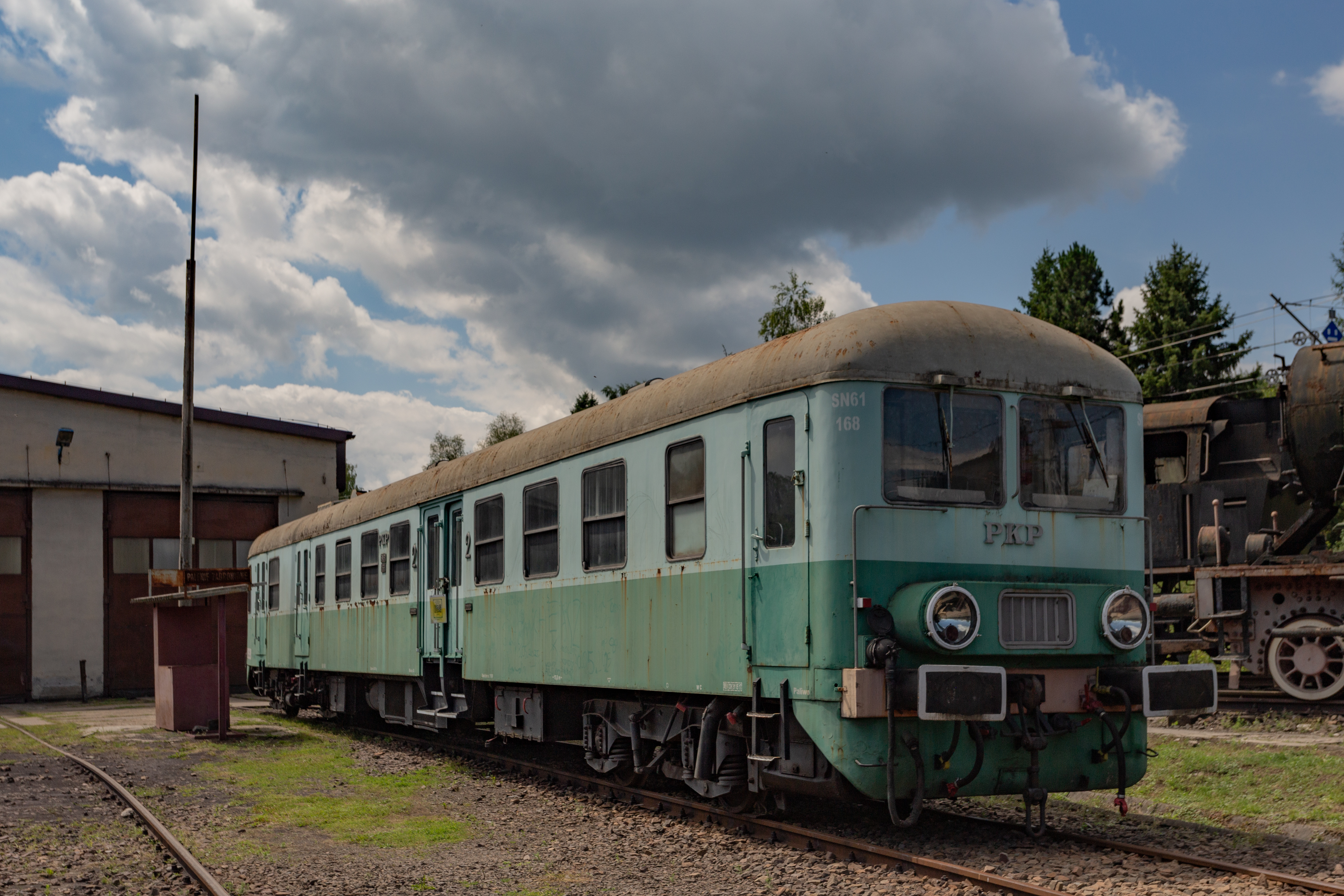
SN61-168 (2025)
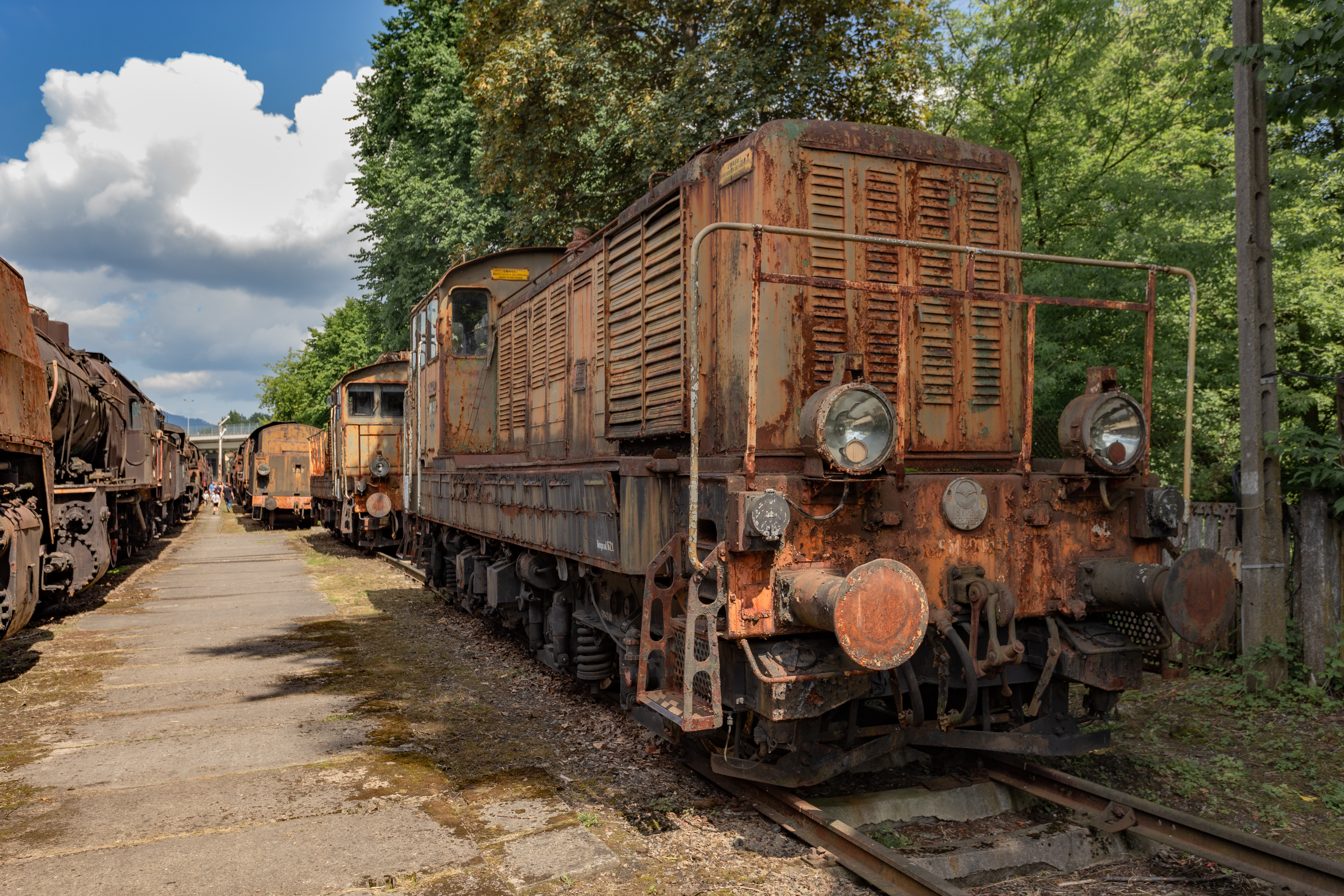
SM40-01 (2025)
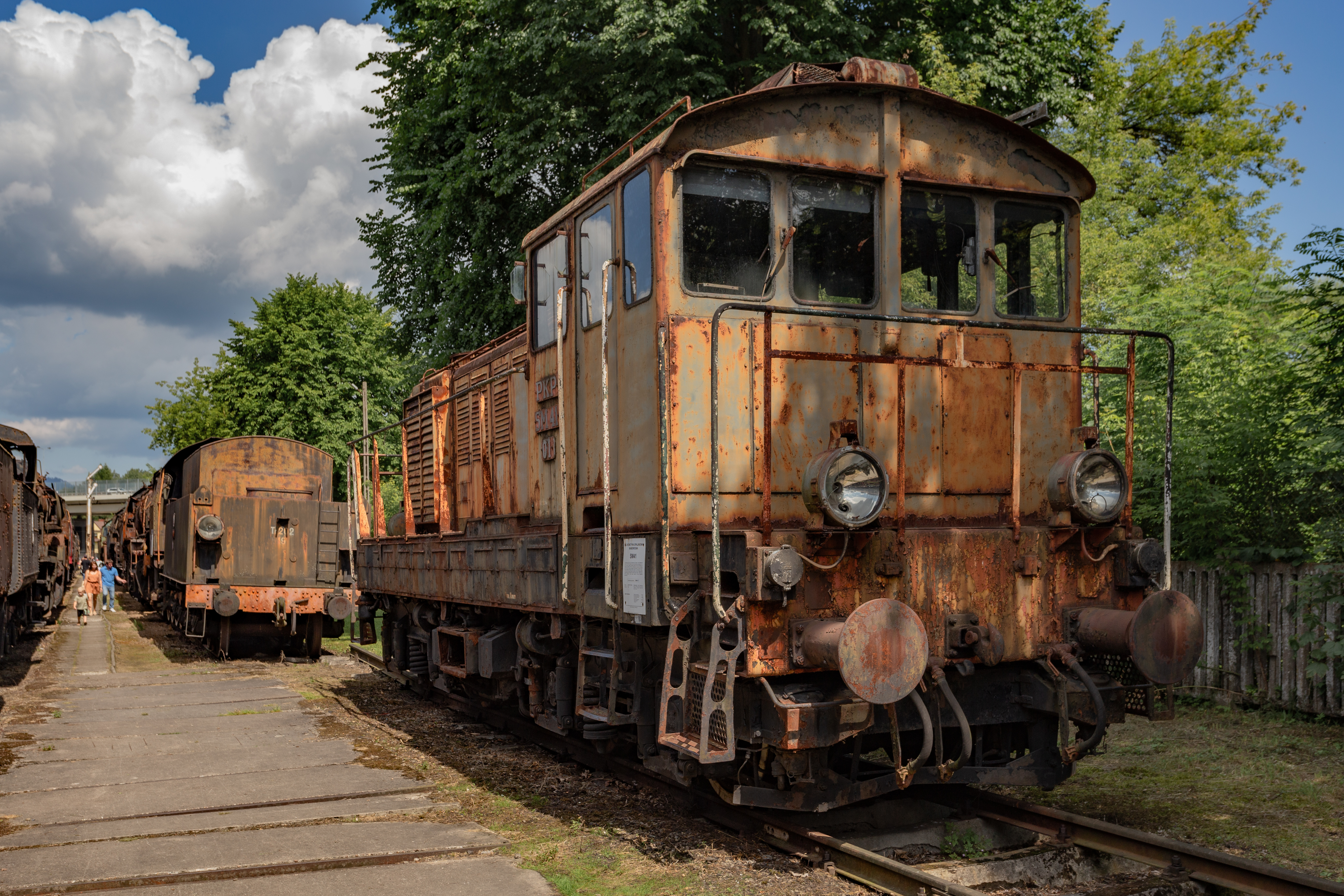
SM41-01 (2025)
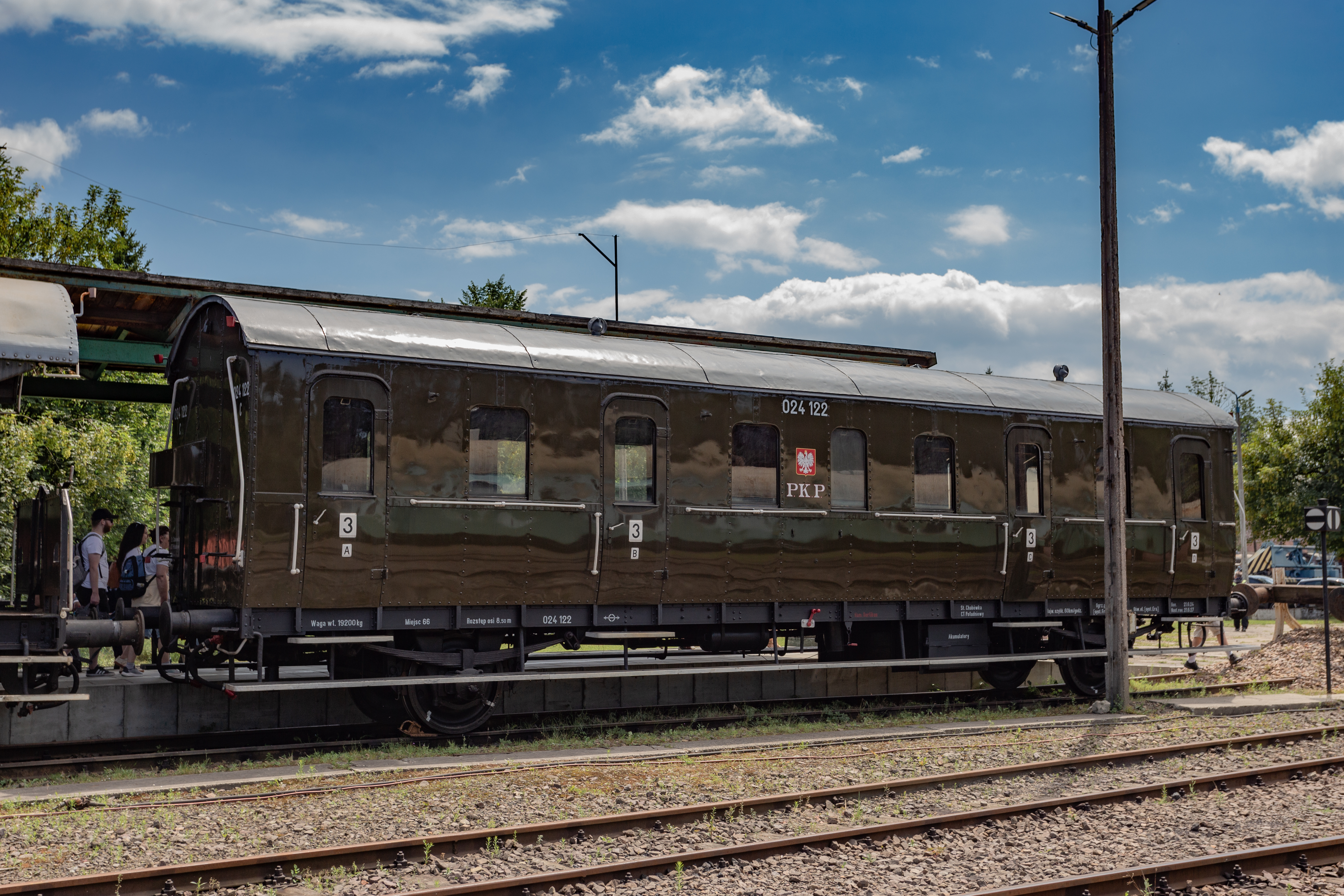
Wagon serii C (2025)
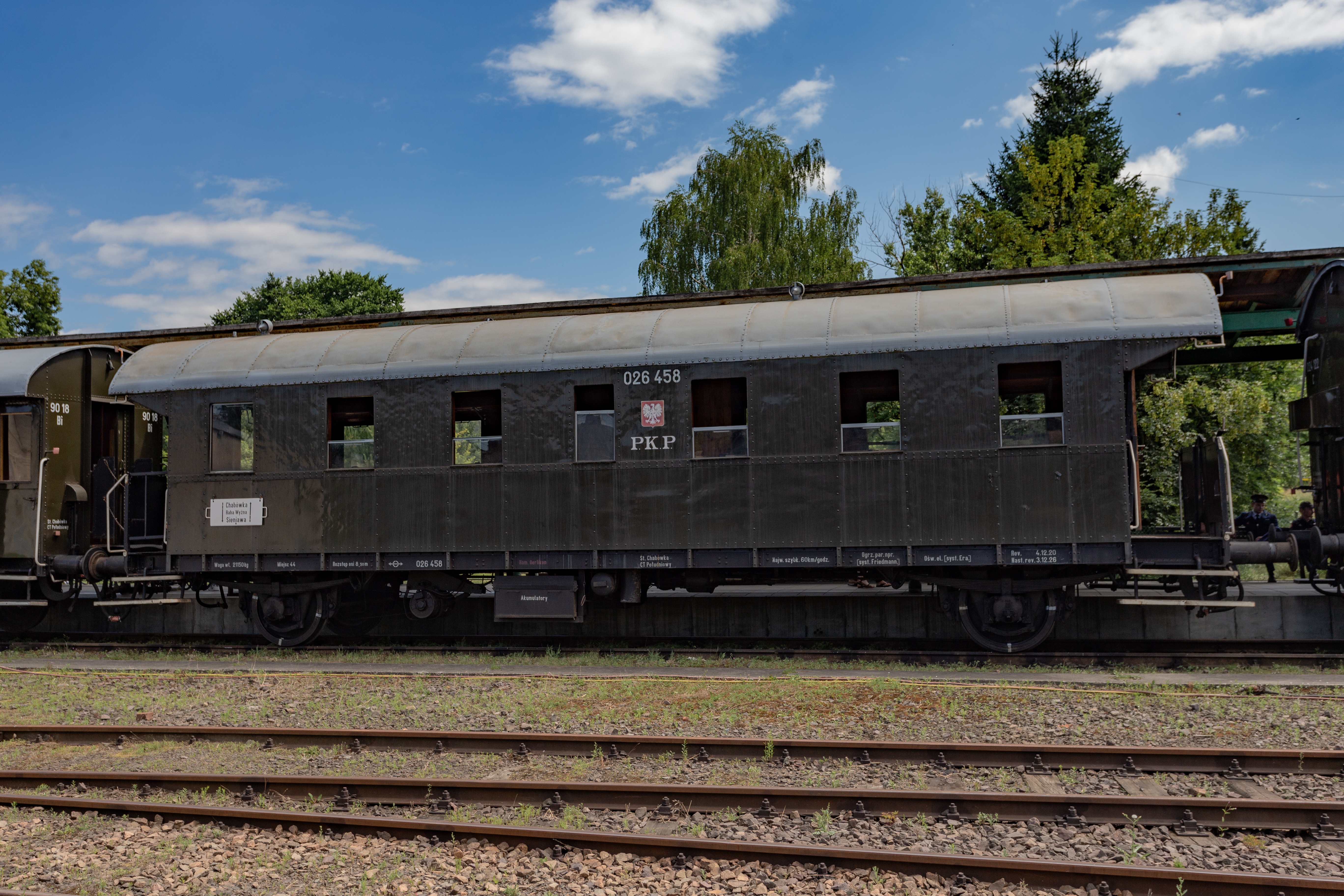
Wagon serii Ci (2025)
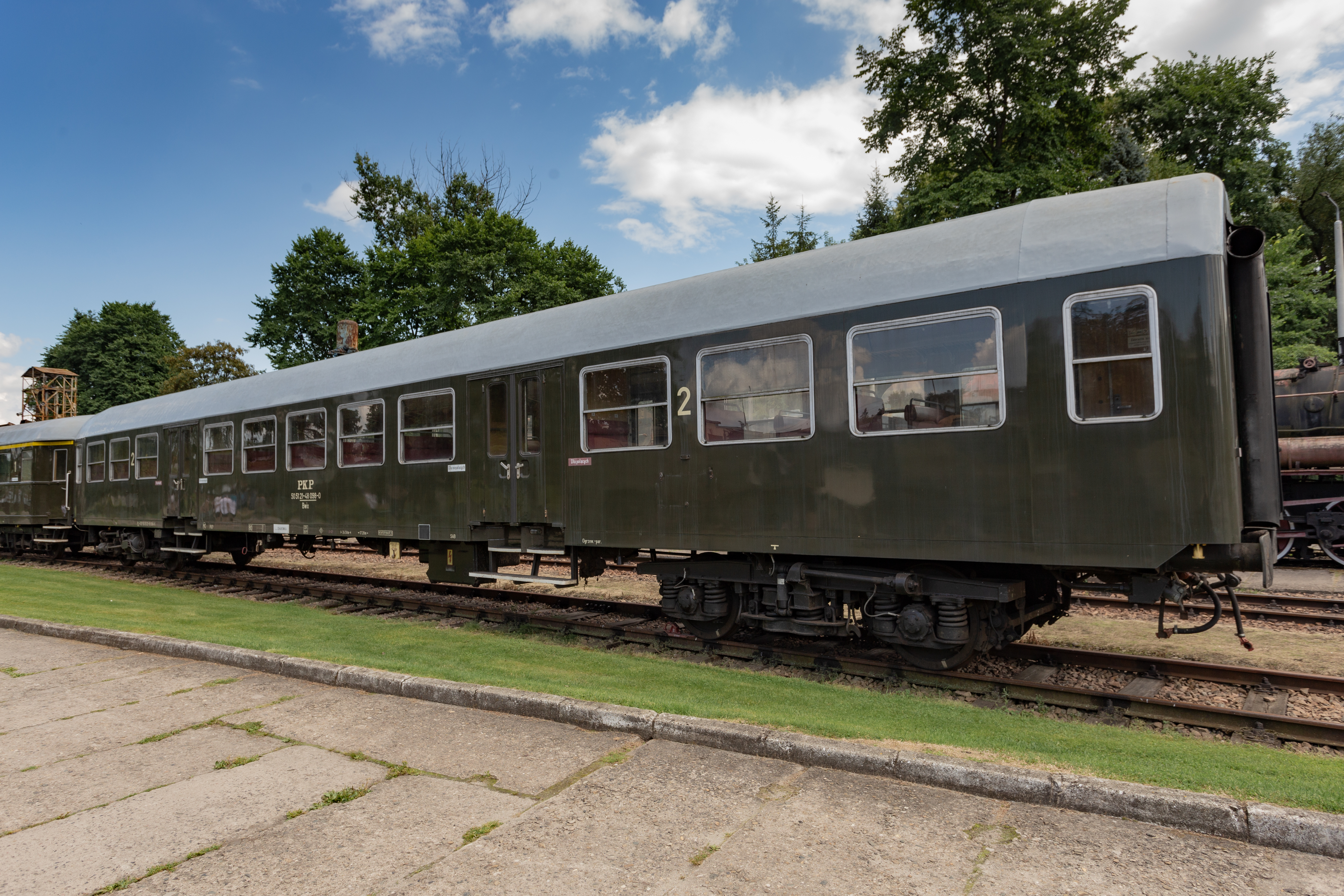
Wagon serii Bwix (2025)
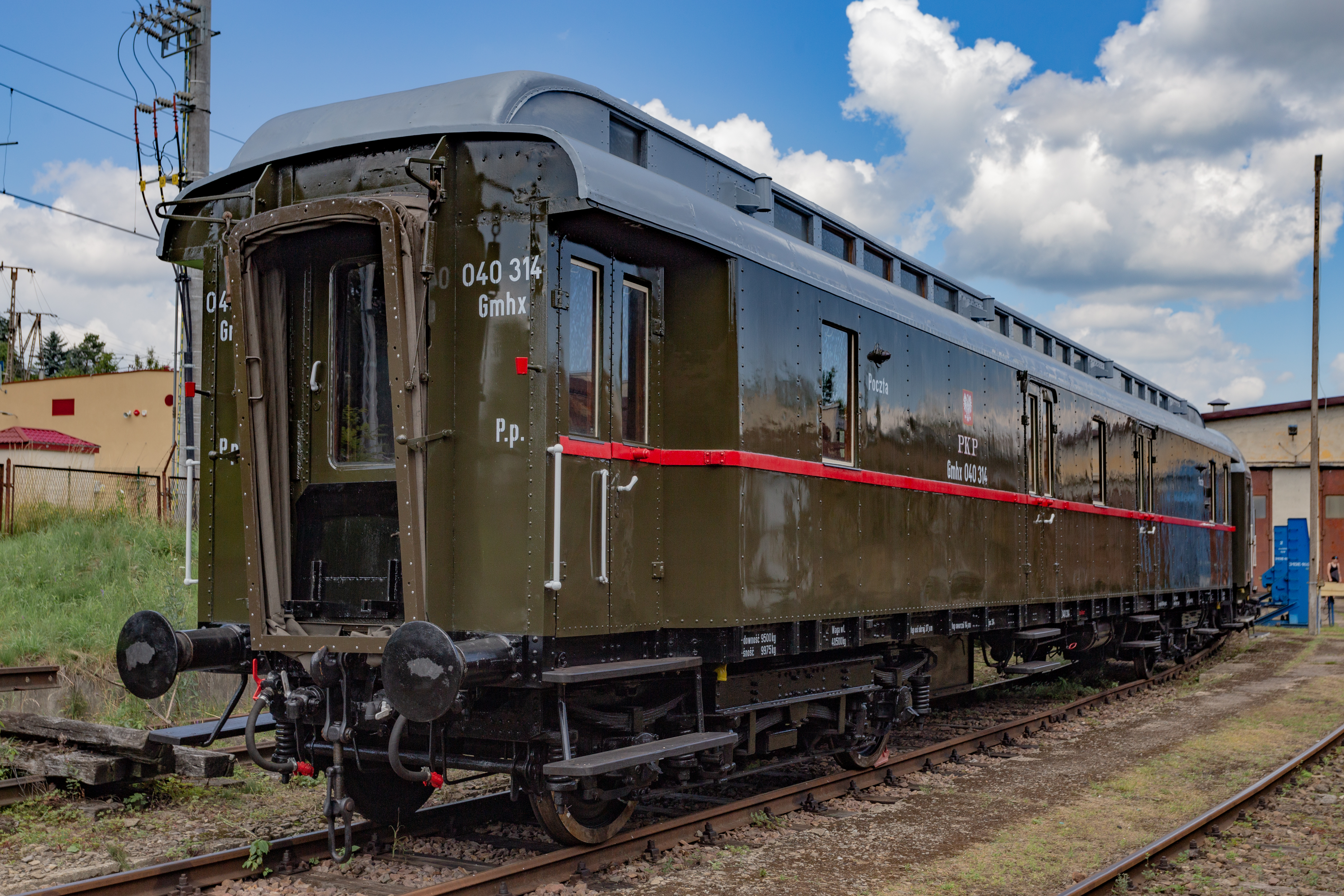
Wagon pocztowy serii Gmhx (2025)
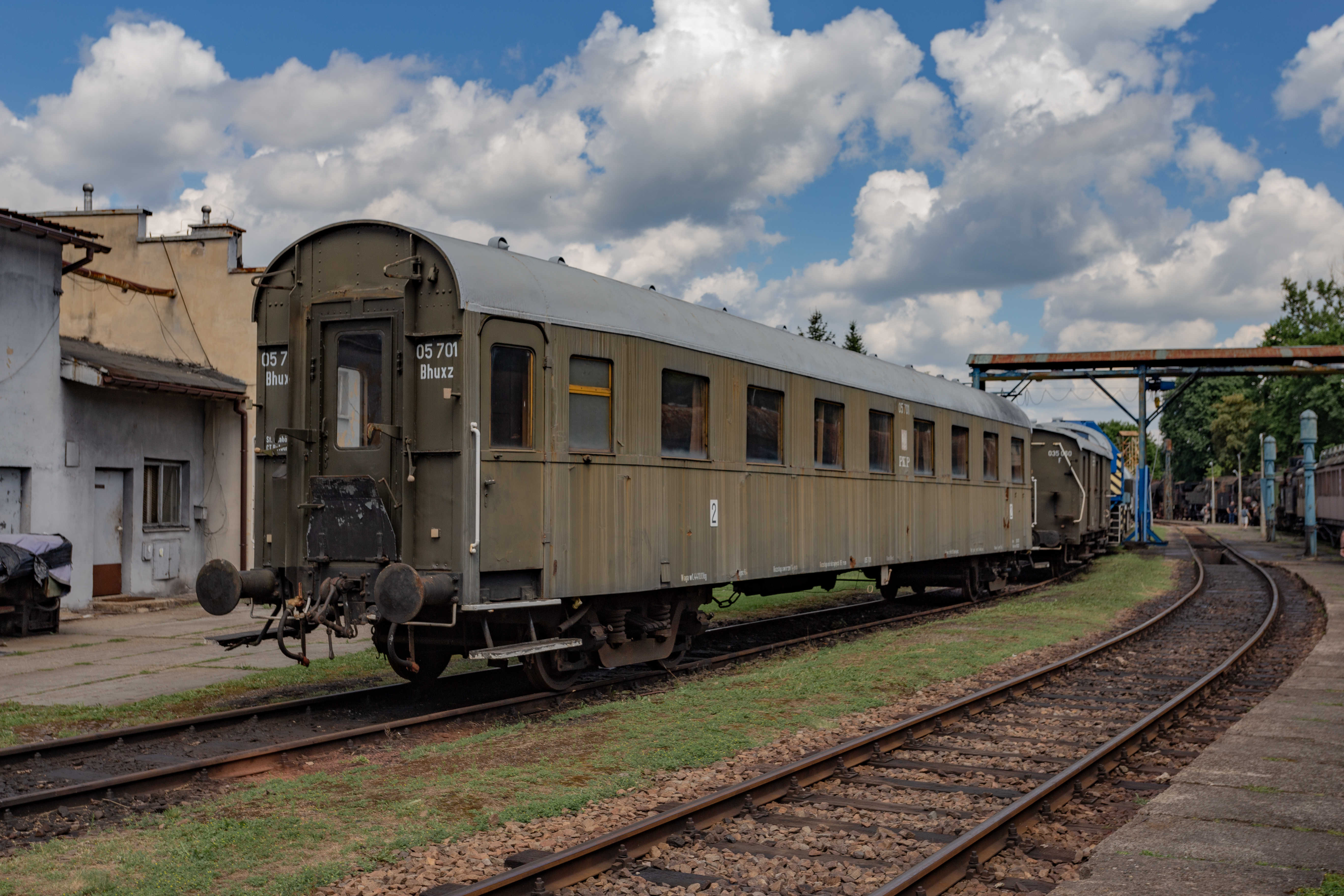
Wagon serii Bhuxz (2025)
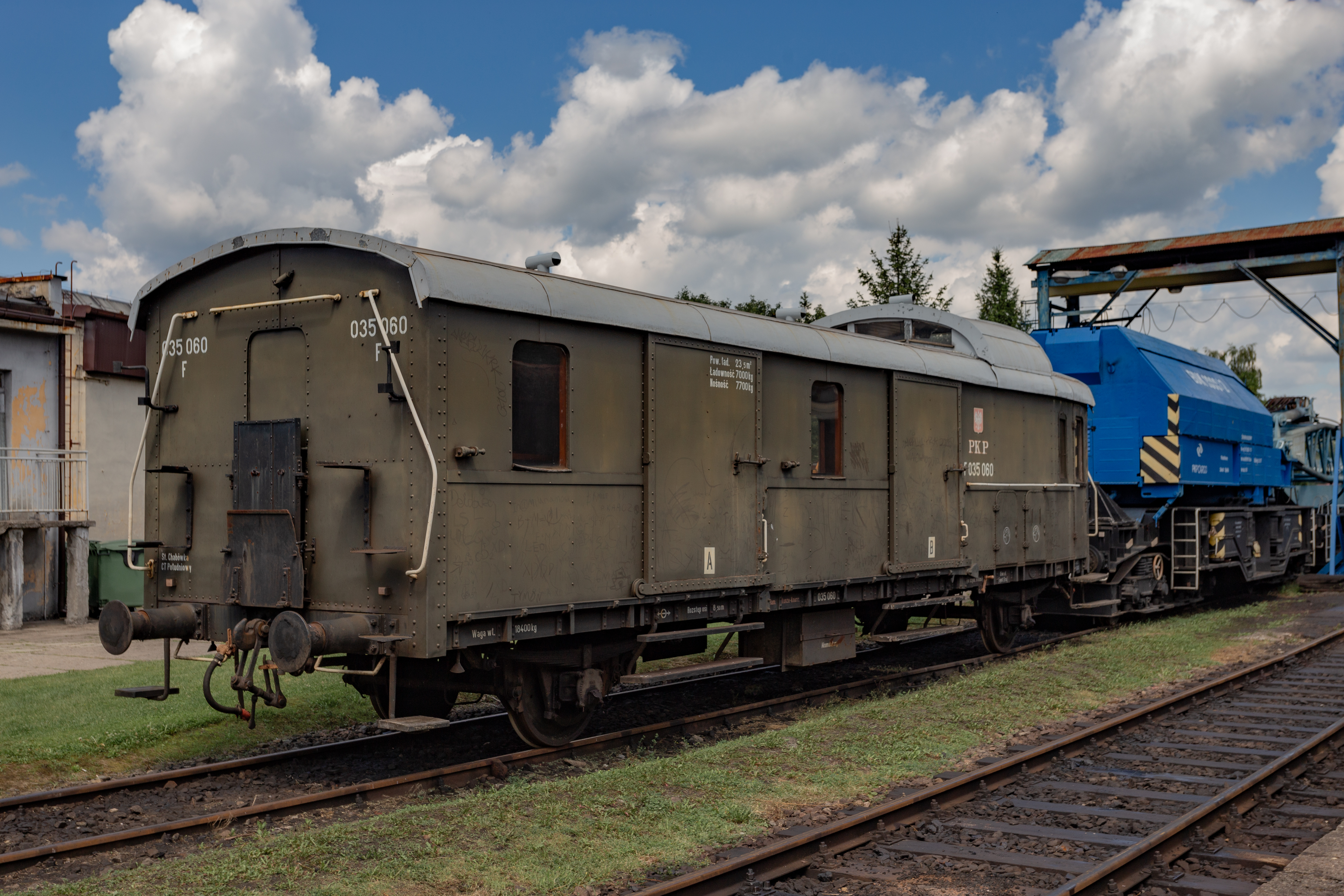
Wagon serii F (2025)
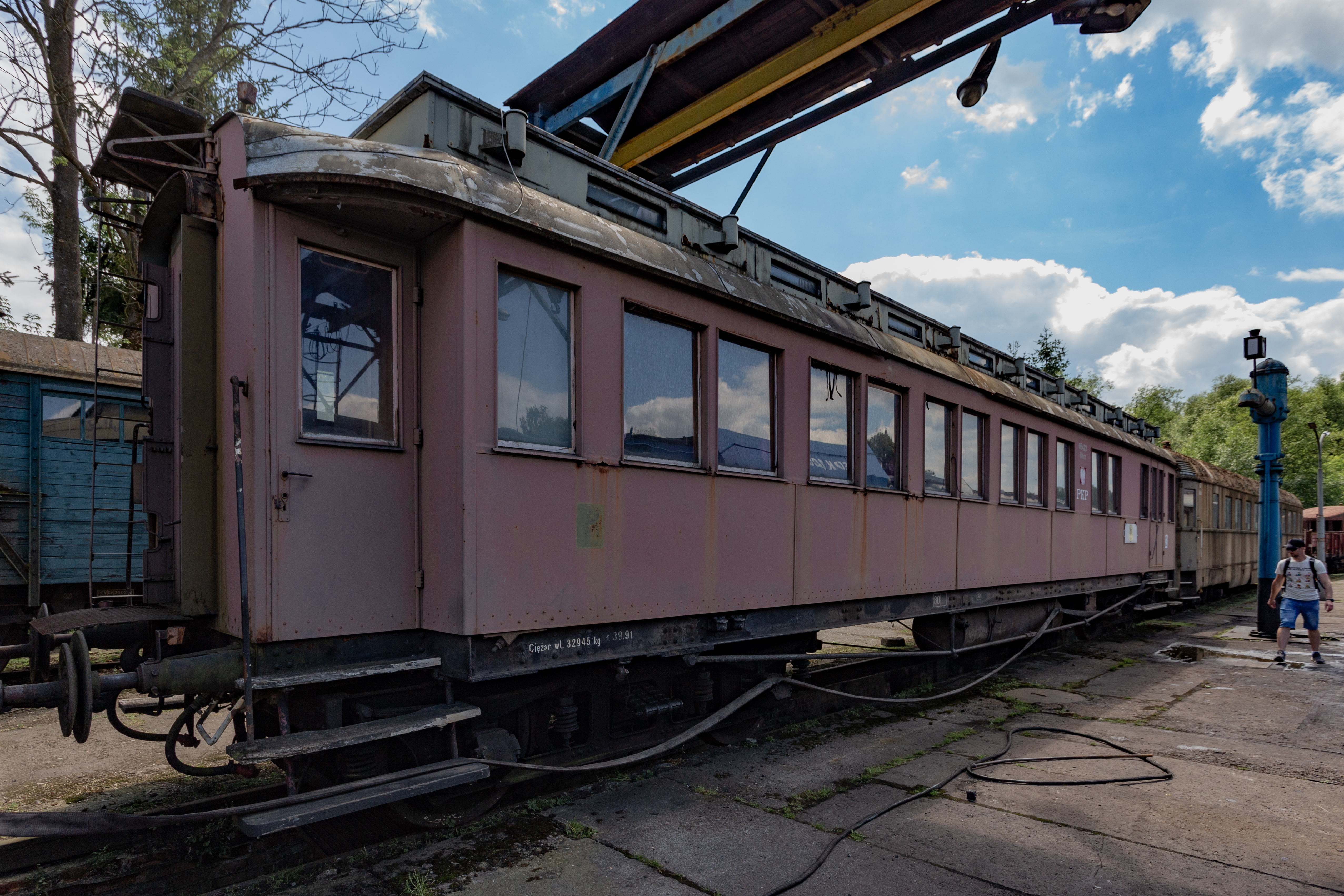
Wagon serii Bhxz (2025)
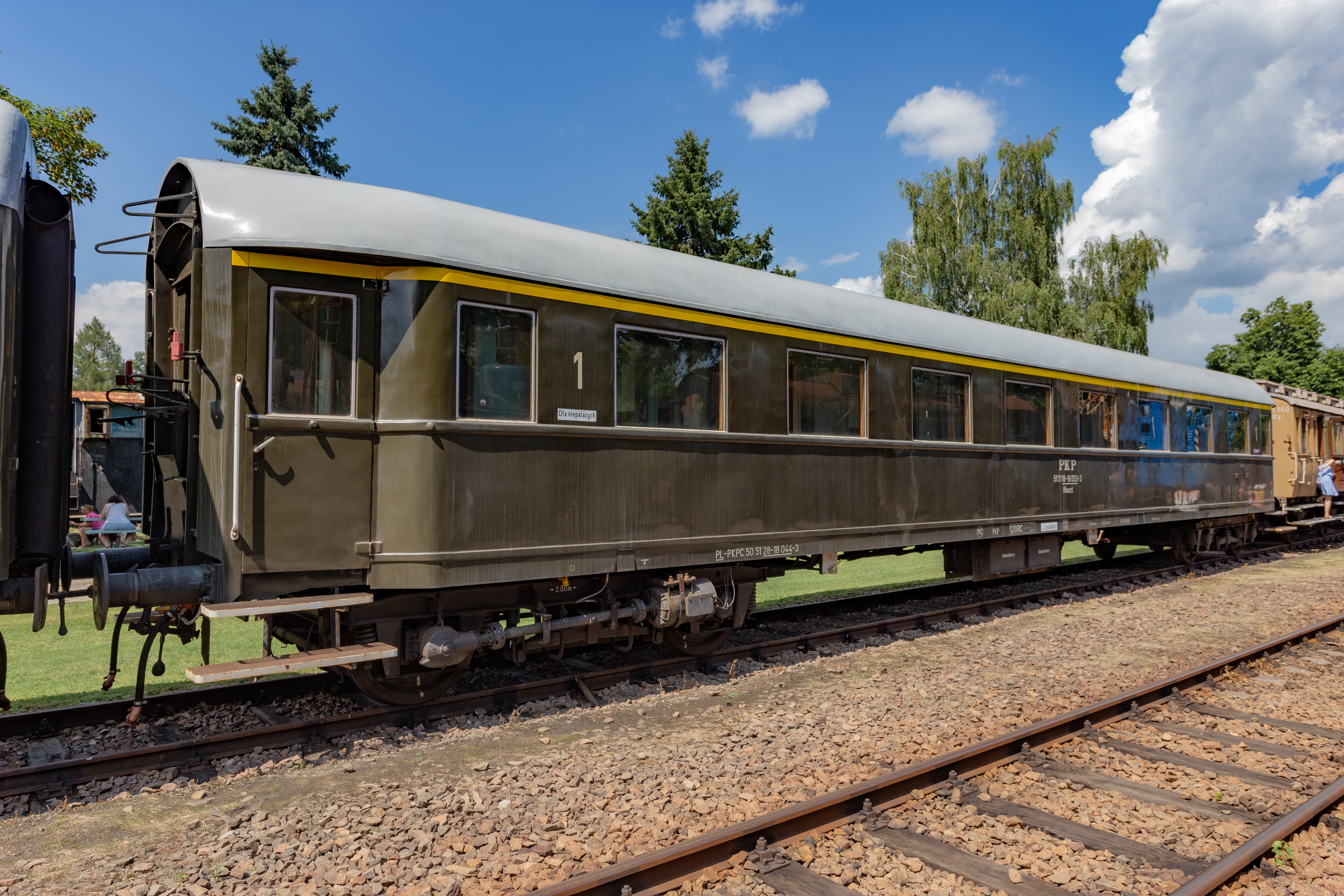
Wagon serii Ahuxzt (2025)
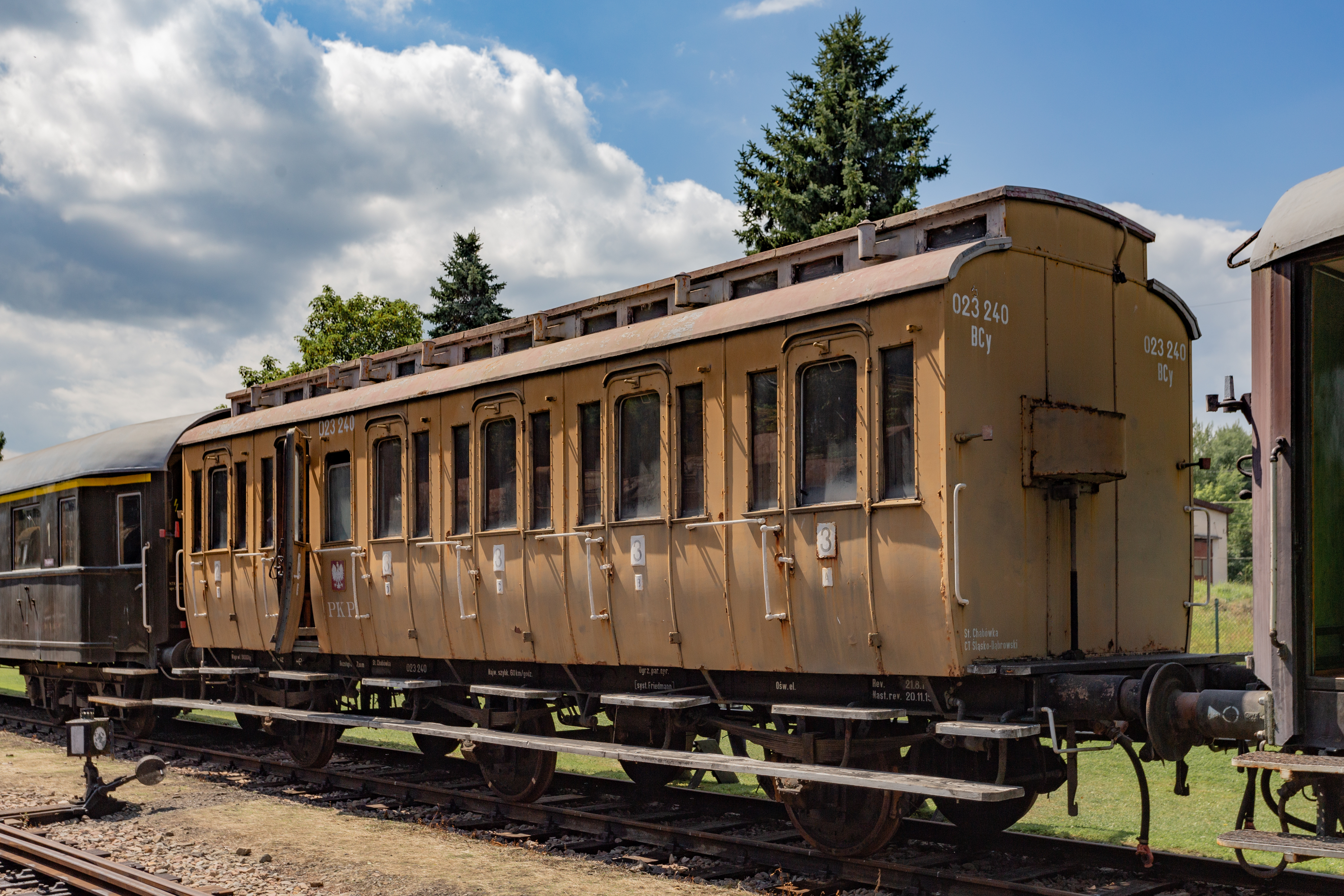
Wagon serii BCy (2025)
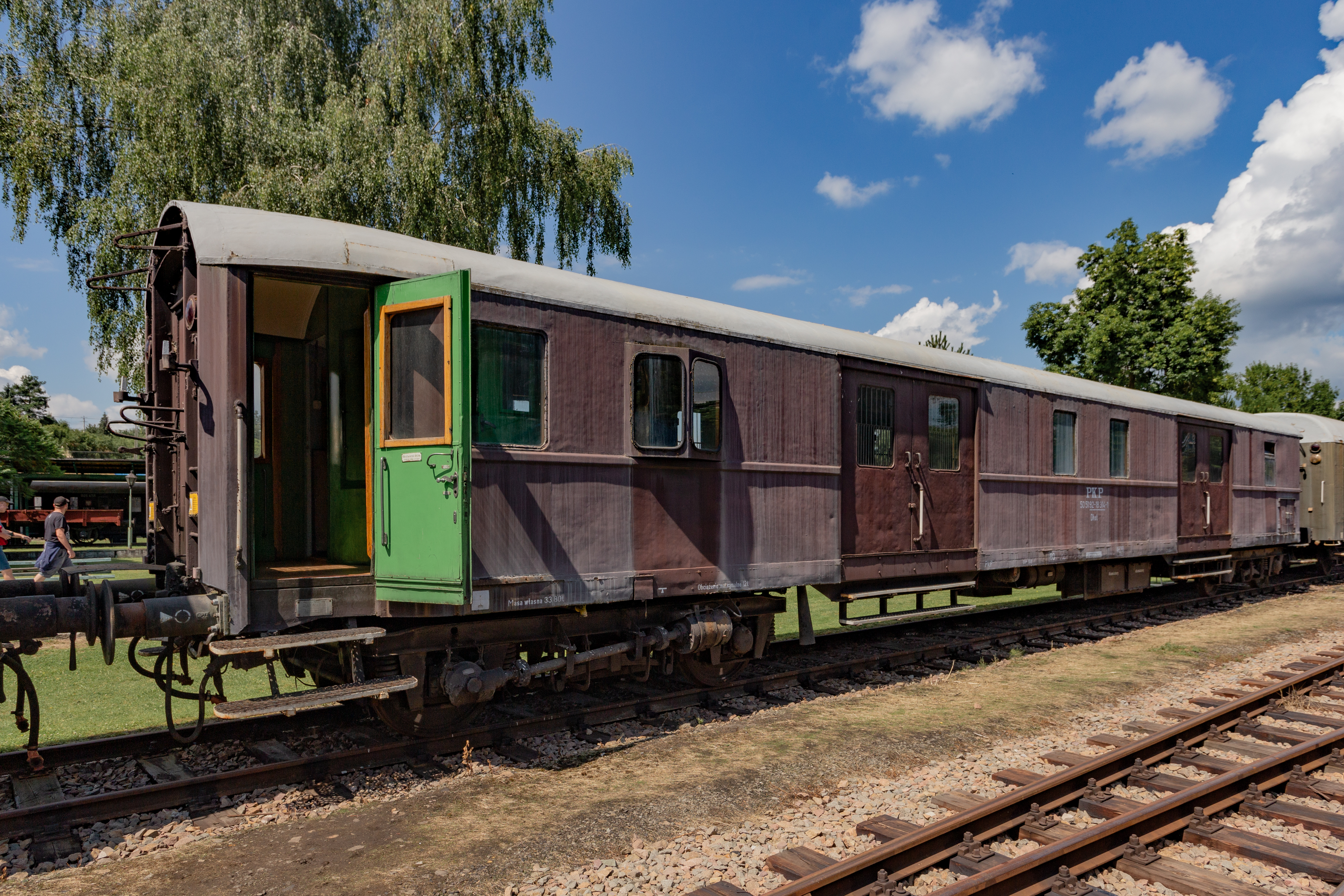
Wagon serii Dhxt (2025)
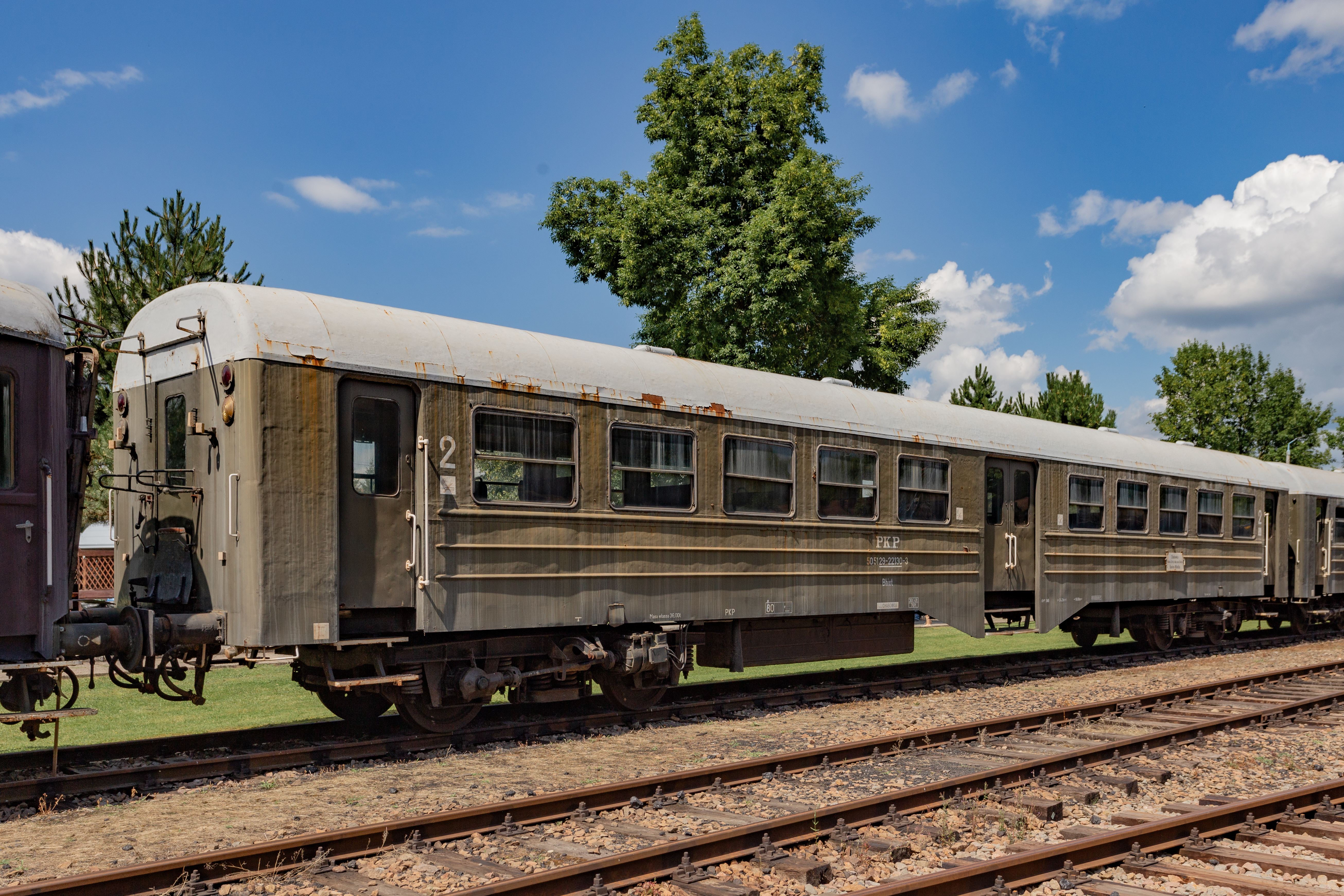
Wagon serii Bhixt (2025)
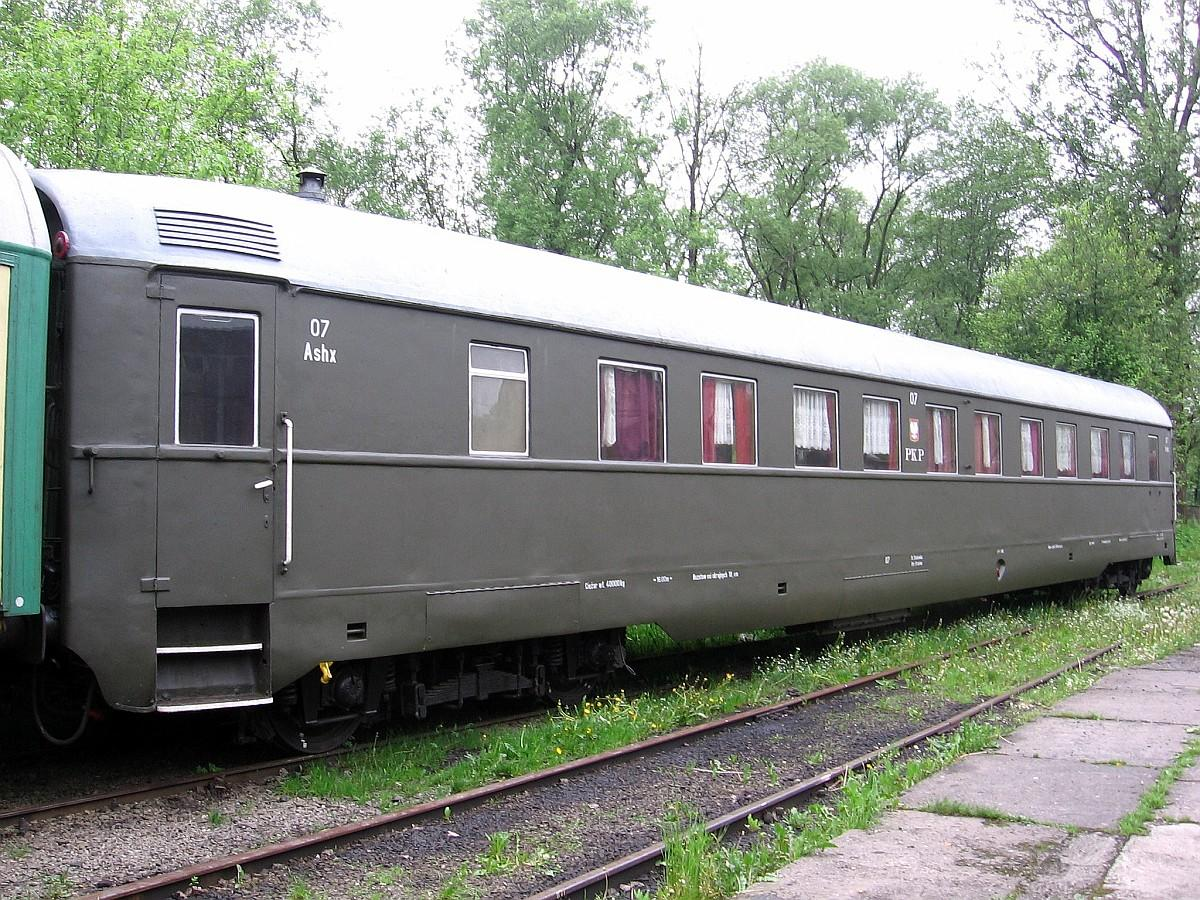
Wagon serii Ashx (2008)
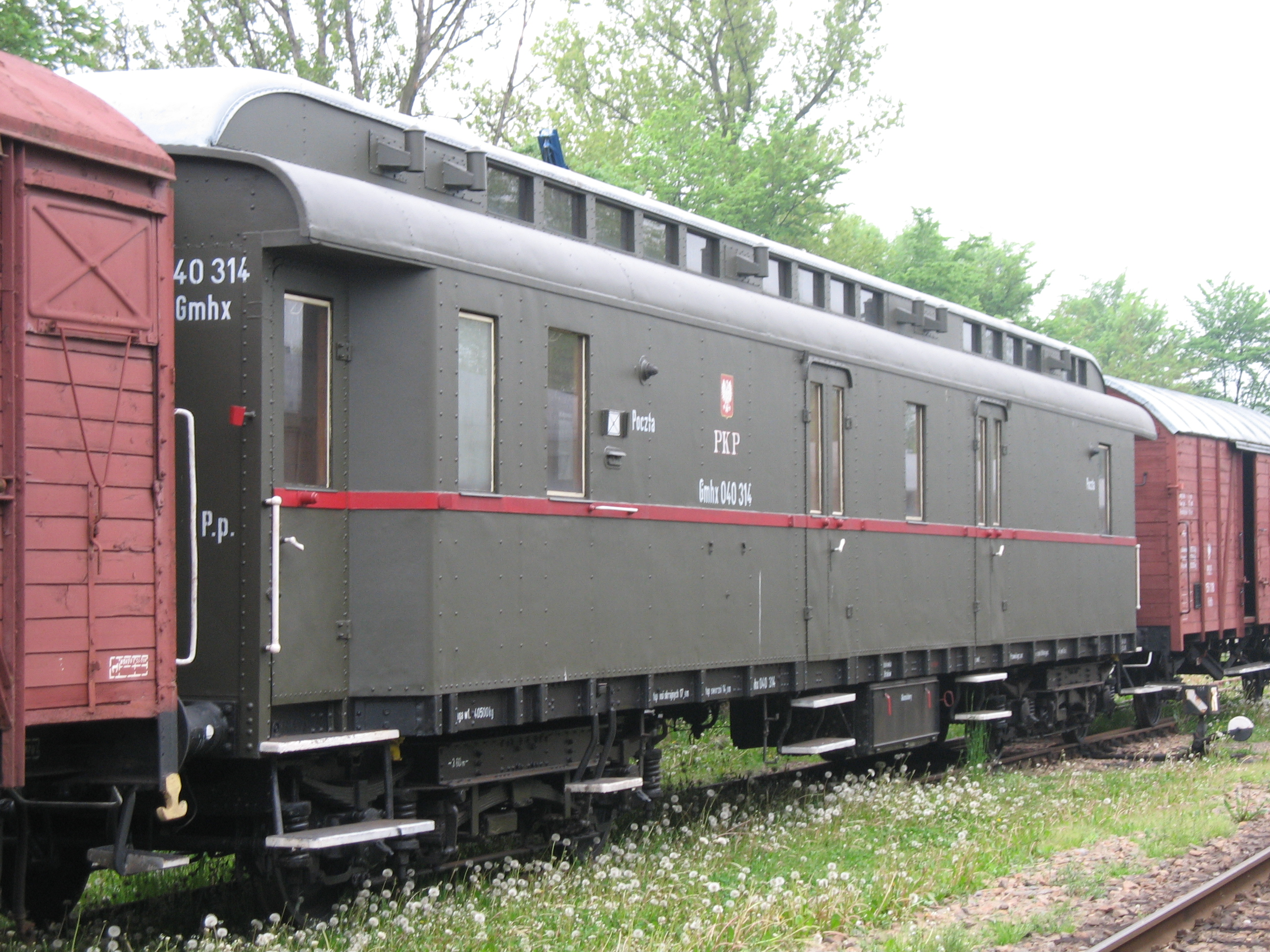
Wagon serii Gmhx (2008)
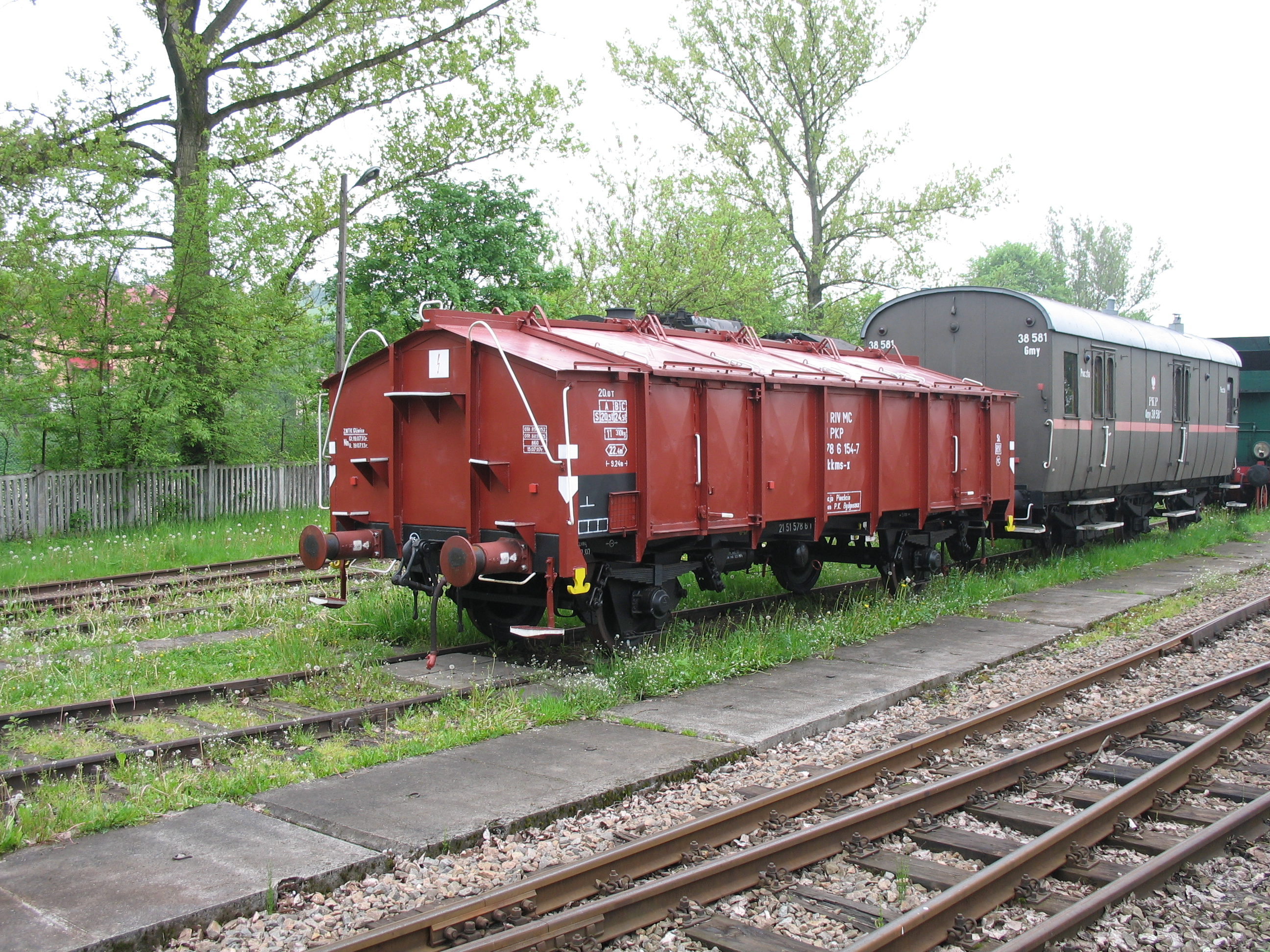
Wagon serii Tikkms-x (2008)
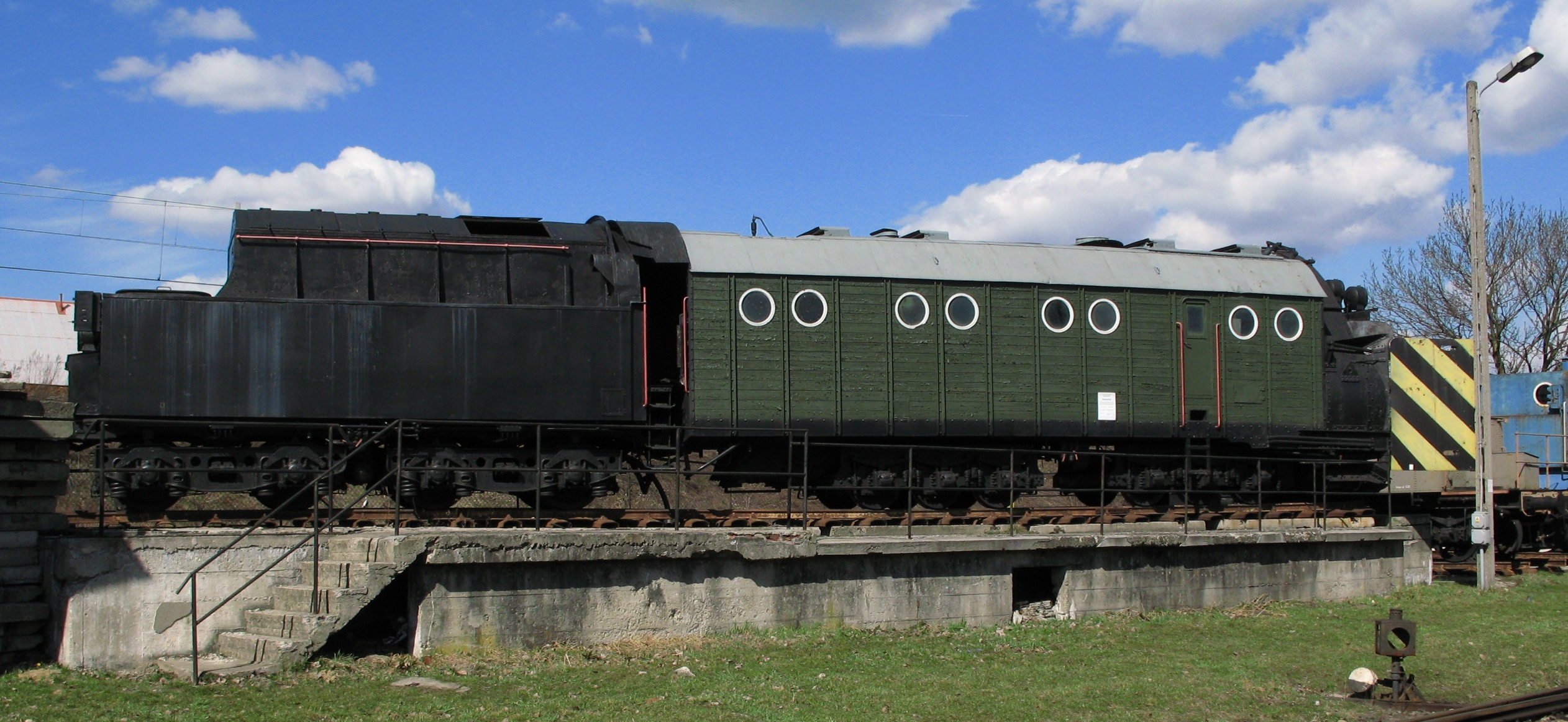
Wirnikowy pług odśnieżny Henschel (2008)